# Джессіка Валь
Джессіка Валь (22 листопада 1988) — іспанська плавчиня.
Учасниця Олімпійських Ігор 2016 року.
Призерка Чемпіонату світу з водних видів спорту 2015 року.
Призерка Чемпіонату Європи з водних видів спорту 2014, 2016, 2018 років.
Чемпіонка Європи з плавання на короткій воді 2017 року.